# Burien
Burien est une ville jouxtant Seattle, dans le comté de King de l'État de Washington aux États-Unis. Selon un recensement de 2013, sa population est de 49 858 habitants.

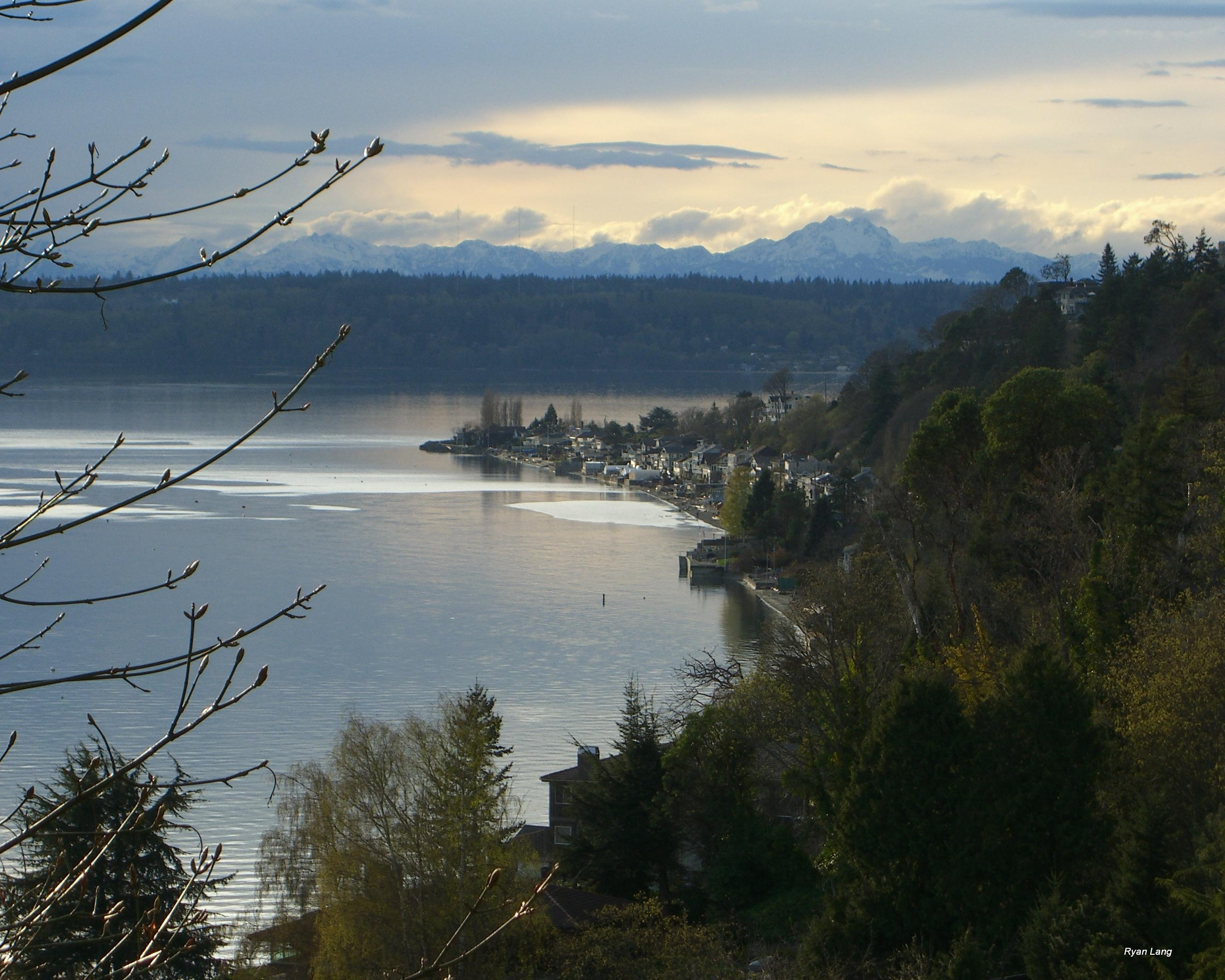
Three Tree Point à Burien au coucher du soleil